# Bobești, Storojineț
Bobești (în ucraineană Бобівці, transliterat Bobivți, în germană Bobestie) este un sat reședință de comună în raionul Storojineț din regiunea Cernăuți (Ucraina). Are 1,852 locuitori, preponderent ucraineni.
Satul este situat la o altitudine de 241 metri, pe malul râului Hlinița, în partea de centru-nord a raionului Storojineț. Se află la o distanță de 39 km de orașul Storojineț.

## Istorie
În acest loc a fost odată o pădure deasă de stejari, ulterior începând să se stabilească aici fugari din Galiția și Basarabia.  Prima mențiune documentară a satului Bobești a avut loc în anul 1421 în scrisoarea unui prinț polonez, ea făcând parte încă de la înființare din regiunea istorică Bucovina a Principatului Moldovei.  Potrivit tradiției locale, numele satului își are originea în ciultivarea pe teritoriul acestui sat a boabelor de fasole. O altă versiune atribuie denumirea satului unui om numit Bobyrlo, care și-a construit în pădure o casă. 
Satul are cinci colțuri: 
- Colțul Vechi (vatra) - unde și-a construit casa Bobyrlo conform legendei,
- Colțul Cazacilor - în anul 1783 s-au mutat aici câțiva cazacii zaporojeni, după distrugerea organizației militare a ucrainenilor, Seci. Ei au construit două case și astăzi o mare parte a populației de aici au numele de Kozak sau Cazacu.
- Colțul lui Roman - în acest loc s-a stabilit pentru prima dată un om cu numele de Roman, împreună cu fiii săi.
- Colțul Satului - se întinde pe o lungime de trei kilometri nord-vest. El a fost dezvoltat aici de la începutul secolului al XX-lea, când și-a făcut casă aici Ivan Jaloba. La intersecția de drumuri de aici a existat un punct vamal, ținut de o familie de evrei și unde s-a înălțat ulterior o cruce de piatră.
- Colțul Altarului - Conform unei legende, aici a existat o biserica, dar oamenii de aici nu mergeau să se roage întrînsa. Deoarece oamenii mergeau duminica la horă și nu la biserică și nu țineau posturile, Dumnezeu a făcut o minune și a prăbușit biserica la pământ, și în locul acesteia a făcut un izvor.

În ianuarie 1775, ca urmare a atitudinii de neutralitate pe care a avut-o în timpul conflictului militar dintre Turcia și Rusia (1768-1774), Imperiul Habsburgic (Austria de astăzi) a primit o parte din teritoriul Moldovei, teritoriu cunoscut sub denumirea de Bucovina. După anexarea Bucovinei de către Imperiul Habsburgic în anul 1775, localitatea Bobești a făcut parte din Ducatul Bucovinei, guvernat de către austrieci, făcând parte din districtul Stăneștii de Jos (în germană Unterstanestie). Până la începutul secolului al XX-lea, în sat nu a existat nici o școală. 
După Unirea Bucovinei cu România la 28 noiembrie 1918, satul Bobești a făcut parte din componența României, în Plasa Flondoreni a județului Storojineț. Pe atunci, majoritatea populației era formată din ucraineni, urmașii cazacilor stabiliți în sat. În perioada interbelică, s-a predat în școală în limba română, dar copiii vorbeau acasă limba ucraineană, ceea ce generat un grad mare de analfabetism și de abandon școlar în sat.  
Ca urmare a Pactului Ribbentrop-Molotov (1939), Bucovina de Nord a fost anexată de către URSS la 28 iunie 1940. Bucovina de Nord a reintrat în componența României în perioada 1941-1944, fiind reocupată de către URSS în anul 1944 și integrată în componența RSS Ucrainene. În cel de-al doilea război mondial, au luptat 78 săteni, fiind uciși 51 dintre ei. În anul 1965, a fost înălțat în sat un obelisc în amintirea soldaților morți pe front în război. 
Autoritățile sovietice au deschis în comună șapte școli cu predare în limba ucraineană. În anii '60, s-a deschis în sat un internat școlar, o sală de sport, un laborator de fizică și chimie, bibliotecă, magazin, săli de sport, pe o suprafață de 1,5 hectare.   
Începând din anul 1991, satul Bobești face parte din raionul Storojineț al regiunii Cernăuți din cadrul Ucrainei independente. Conform recensământului din 1989, numărul locuitorilor care s-au declarat români plus moldoveni era de 15 (13+2), adică 0,75% din populația localității . 
În prezent, satul are 1.852 locuitori, preponderent ucraineni. Satul are 3 școli primare.

## Demografie
Componența lingvistică a comunei Bobești
     Ucraineană (99,35%)
     Alte limbi (0,59%)
Conform recensământului din 2001, majoritatea populației comunei Bobești era vorbitoare de ucraineană (99,35%), existând în minoritate și vorbitori de alte limbi.
1930: 2.332 (recensământ)
1989: 1.989 (recensământ)
2007: 1.852 (estimare)

## Recensământul din 1930
Componența etnică a comunei Bobești (județul Storojineț)
     Români (47,04%)
     Polonezi (1,2%)
     Evrei (1,5%)
     Ruteni (47,29%)
     Ruși (1,84%)
     Altă etnie (1,13%)
Componența confesională a comunei Bobești
     Ortodocși (95,41%)
     Romano-catolici (2,4%)
     Mozaici (1,62%)
     Altă religie (0,57%)
Conform recensământului efectuat în 1930, populația comunei Bobești se ridica la 2332 locuitori. Majoritatea locuitorilor erau ruteni (47,29%), cu o minoritate de evrei (1,50%), una de polonezi (1,20%) și una de români (47,04%). Alte persoane s-au declarat: cehi/slovaci (1 persoană), germani (20 de persoane) și maghiari (4 persoane). Din punct de vedere confesional, majoritatea locuitorilor erau ortodocși (95,41%), dar existau și mozaici (1,62%) și romano-catolici (2,40%). Alte persoane s-au declarat: evanghelici/luterani (6 persoane), greco-catolici (6 persoane), iar 1 persoană nu a declarat religia.

## Personalități
- Mihail Tokariuk - jurnalist ucrainean, redactor-adjunct al revistei "Bucovina"
- Boris Bunciuk (n. 1955) - profesor de literatură ucraineană, decan al Facultății de Cernăuți, poet, membru al Uniunii Naționale a Scriitorilor din Ucraina
- Vasil Iftemiciuk (n. 1932) - om de știință, profesor la Academia Medicală din Cernăuți

## Monumente de arhitectură din sat
În sat se află o biserică construită în anul 1622. În capela de lângă biserică sunt 4 morminte ale familiei Medvedev. De asemenea, există un monument memorial pentru evreii uciși în sat și în Broscăuții Noi. 
În cimitirul satului este amplasat un obelisc comemorativ unde sunt înscriși soldații căzuți pe front în cel de-al doilea război mondial. 